# I Feel Loved
I Feel Loved är en låt av den brittiska gruppen Depeche Mode. Det är gruppens trettiosjunde singel och den andra från albumet Exciter. Singeln släpptes den 30 juli 2001 och nådde som bäst 12:e plats på den brittiska singellistan.
Musikvideon till "I Feel Loved" regisserades av John Hillcoat.

## Utgåvor och låtförteckning
"I Feel Loved" är komponerad av Martin Gore. "Dirt" är komponerad av Ron Asheton, Scott Asheton, Dave Alexander och Iggy Pop.
12" - Mute / 12Bong31 (UK)
1. "I Feel Loved (Danny Tenaglia's Labor of Love Edit)" (8:00)
2. "I Feel Loved (Danny Tengalia's Labor of Love Dub)" (11:56)

12" - Mute / L12Bong31 (UK)
1. "I Feel Loved (Umek Remix)" (8:11)
2. "I Feel Loved (Thomas Brinkmann Mix)" (5:29)
3. "I Feel Loved (Chamber's Remix)" (6:18)

CD - Mute / CDBong31 (UK)
1. "I Feel Loved" (3:41)
2. "Dirt" (5:00)
3. "I Feel Loved (Extended Instrumental)" (8:28) (remixed by McCracken and Tungsten)

CD - Mute / LCDBong31 (UK)
1. "I Feel Loved (Danny Tenaglia's Labor of Love Edit)" (7:59)
2. "I Feel Loved (Thomas Brinkmann Mix)" (5:29)
3. "I Feel Loved (Chamber's Remix)" (6:18) (remixed by Doug Hart and Paul Freegard)

Promo 12" - Mute / P12Bong31 (UK)
1. "I Feel Loved (Danny Tenaglia's Labor of Love Mix)" (14:12)
2. "I Feel Loved (Danny Tenaglia's Labor of Love Instrumental)" (13:43)

Promo 12" - Mute / PL12Bong31 (UK)
1. "I Feel Loved (Danny Tenaglia's Labor of Love Dub)" (12:10)
2. "I Feel Loved (Desert After Hours Dub)" (7:03)
3. "I Feel Loved (Danny Tenaglia's Labor of Love Edit)" (8:00)

Promo 12" - Mute / PXL12Bong31 (UK)
1. "I Feel Loved (Umek Remix)" (8:11)
2. "I Feel Loved (Thomas Brinkmann Mix)" (5:29)
3. "I Feel Loved (Chamber's Remix)" (6:18)

Radio Promo CD - Mute / RCDBong31 (UK)
1. "I Feel Loved (Danny Tenaglia's Labor of Love Radio Edit)" (3:10)
2. "I Feel Loved (Danny Tenaglia's Labor of Love Edit)" (8:00)

2x12" - Reprise / 0-42398 (US)
1. "I Feel Loved (Danny Tenaglia's Labor of Love Edit)" (8:00)
2. "I Feel Loved (Thomas Brinkmann Mix)" (5:29)
3. "I Feel Loved (Chamber's Remix)" (6:18)
4. "I Feel Loved (Danny Tenaglia's Labor of Love Instrumental)" (13:43)
5. "I Feel Loved (Extended Instrumental)" (8:28)
6. "Dirt" (5:00)

CD - Reprise / 2-42398 (US)
1. "I Feel Loved (Danny Tenaglia's Labor of Love Edit)" (8:00)
2. "I Feel Loved (Thomas Brinkmann Mix)" (5:29)
3. "I Feel Loved (Chamber's Remix)" (6:18)
4. "I Feel Loved (Extended Instrumental)" (8:28)
5. "Dirt" (5:00)

Promo 12" - Reprise / PRO-A-100714A (US)
1. "I Feel Loved (Remix)" (3:39)
2. "I Feel Loved (Danny Tenaglia's Labor Of Love Radio Edit)" (3:17)
3. "I Feel Loved (Album Edit)" (3:38)

Promo 12" - Reprise / PRO-A-100720A (US)
1. "I Feel Loved (Danny Tenaglias's Labor Of Love Mix)" (14:13)
2. "I Feel Loved (Thomas Brinkmann Remix)" (5:29)
3. "I Feel Loved (Extended Instrumental)" (8:29)

Promo CD - Reprise / PRO-A-100714 / PRO-A-100720 (US)
1. "I Feel Loved (Remix)" (3:39)
2. "I Feel Loved (Danny Tenaglia's Labor Of Love Radio Edit)" (3:17)
3. "I Feel Loved (Album Edit)" (3:38)

CDR - Reprise (US)
1. "I Feel Loved (The BRAT Mix)" (9:37)
2. "I Feel Loved (The BRAT Dub)" (6:57)
3. "I Feel Loved (The BRAT 7" Mix)" (3:43)
4. "I Feel Loved (The BRAT Mix - No "Lullaby")" (7:31)

CDR - Reprise (US)
1. "I Feel Loved (NYC Remix)" (9:16) (Peter Rauhofer Mix)
2. "I Feel Loved (Ara Simonian Remix)" (8:20)
3. "I Feel Loved (DJ Sweden Remix)" (7:54)
4. "I Feel Loved (DJ Phoenix Remix)" (9:12)
5. "I Feel Loved (Chad Jackson Remix)" (5:07)
6. "I Feel Loved (Symbion Remix)" (7:35)
7. "I Feel Loved (Love Fibre Remix)" (5:03)
8. "I Feel Loved (Serge Remix)" (4:14)
9. "I Feel Loved (Butcher Bros. Mix)" (4:09)
10. "I Feel Loved (Remix)" (3:39)